# Trento (1929)
«Тренто» (італ. Trento) — військовий корабель, важкий крейсер головний корабель типу «Тренто» Королівських ВМС Італії за часів Другої світової війни.

## Історія створення
Крейсер «Тренто» був закладений 8 лютого 1925 року на верфі компанії «Cantiere navale fratelli Orlando» в Ліворно. Спущений на воду 4 жовтня 1927 року. 3 квітня 1929 року увійшов до складу Королівських ВМС Італії.

## Історія служби
Після вступу у стрій «Тренто» став флагманом Дивізії крейсерів. Протягом травня-жовтня 1929 року з метою демонстрації прапора здійснив похід у Південну Америку.
У 1932 році разом з есмінцем «Есперо» здійснив похід на Далекий Схід з метою демонстрації сили та захисту італійських інтересів під час загострення японсько-китайських стосунків.
У 1933 році разом з крейсерами «Трієсте» та «Больцано» сформував Другу морську дивізію. У 1934 році ВМС Італії були реорганізовані, і «Тренто», «Больцано» та «Трієсте» сформували Третю морську дивізію із портом базування у Мессіні. З 1936 року під час громадянської війни в Іспанії здійснював охоронні та спостережні походи у західному Середземномор'ї.
З початком Другої світової війни «Тренто» був включений до складу Третьої дивізії крейсерів у складі Другої ескадри як флагманський корабель адмірала Карло Каттанео..
Крейсер «Тренто» брав участь у всіх основних битвах італійського флоту на Середземному морі: битві біля Пунта Стіло (9 липня 1940 року), бою біля мису Спартівенто (27 листопада 1940 року), бою біля мису Матапан (27-28 березня 1941 року), у першій битві у затоці Сидра (17 грудня 1941 року) та другій битвах у затоці Сидра (22 березня 1942 року).
9 листопада крейсер брав участь у бою за конвой «Дуїсбург». Під час нападу на Таранто у корабель влучила бомба, яка, проте, не вибухнула.
15 червня 1942 року, під час операції «Вігорос» проти британського конвою на Мальту у «Тренто» влучили 2 торпеди, запущені з торпедоносця Bristol Beaufort, внаслідок чого він втратив хід. За 4 години у точці з координатами 36°10′ пн. ш. 18°40′ сх. д. / 36.167° пн. ш. 18.667° сх. д. корабель був помічений британським підводним човном «Умбра», який здійснив торпедну атаку. У крейсер влучили 2 торпеди, вибух яких спричинив детонацію погребів боєзапасу і корабель швидко затонув. Загинули 497 чоловік, в тому числі капітан корабля Станіслао Еспозіто . 602 чоловік були врятовані.
Корабель формально був виключений зі складу флоту 18 жовтня 1946 року.